# Kapel in het Langeveld

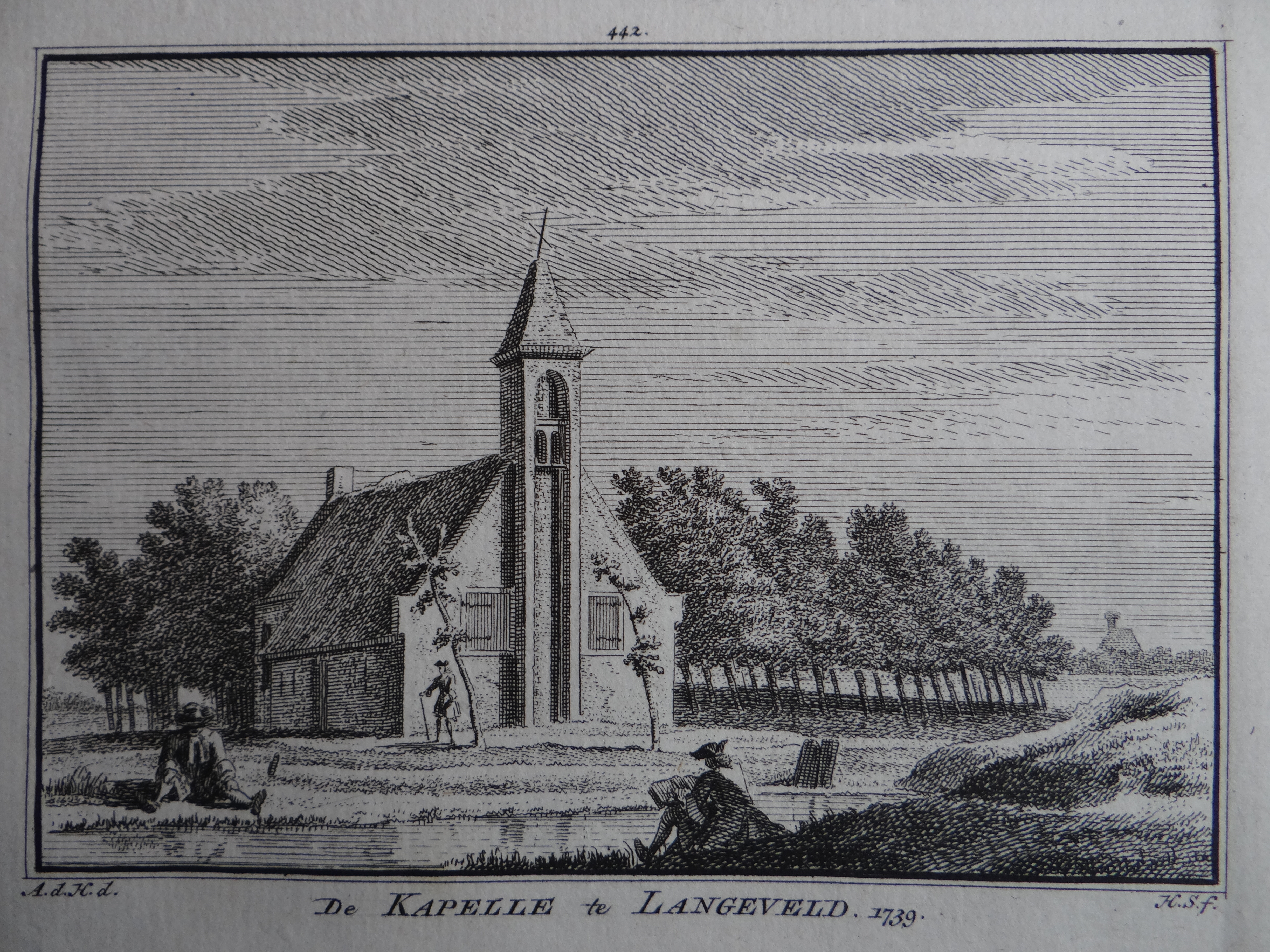
Prent van de kapel in het Langeveld van Hendrik Spilman uit 1739

De kapel in het Langeveld (oorspronkelijk: Kapel van Langhevelt (1316) en later Capelle op Langeveld) is een verdwenen kapel die waarschijnlijk tegen het einde van de dertiende eeuw werd gebouwd. De eerste verwijzing naar dit godshuis in de Hollandse Duinen nabij Noordwijk staat in grafelijke rekeningen uit 1316.

## Stichting
Volgens de schrijvers van Het verhaal van de kapel in het Langeveld is dit gebedshuis gesticht in opdracht van Floris V. Deze Hollandse graaf bezat vanaf 1290 een slot bij Vogelenzang. Hij jaagde onder meer graag in het dichtbij gelegen en zeer wildrijke gebied Langeveld dat deel uitmaakte van de grafelijke wildernisse. Mogelijk diende het bedehuis in dit destijds desolate gebied als dankzegging voor een geslaagde jachtpartij. Op ongeveer anderhalve kilometer van de kapel stond in die tijd denkelijk al kasteel de Boekhorst waar bloedverwanten van Floris V de scepter zwaaiden. Dat zij af en toe tot zijn jachtstoet behoorden, ligt voor de hand.

## Vanaf de Reformatie

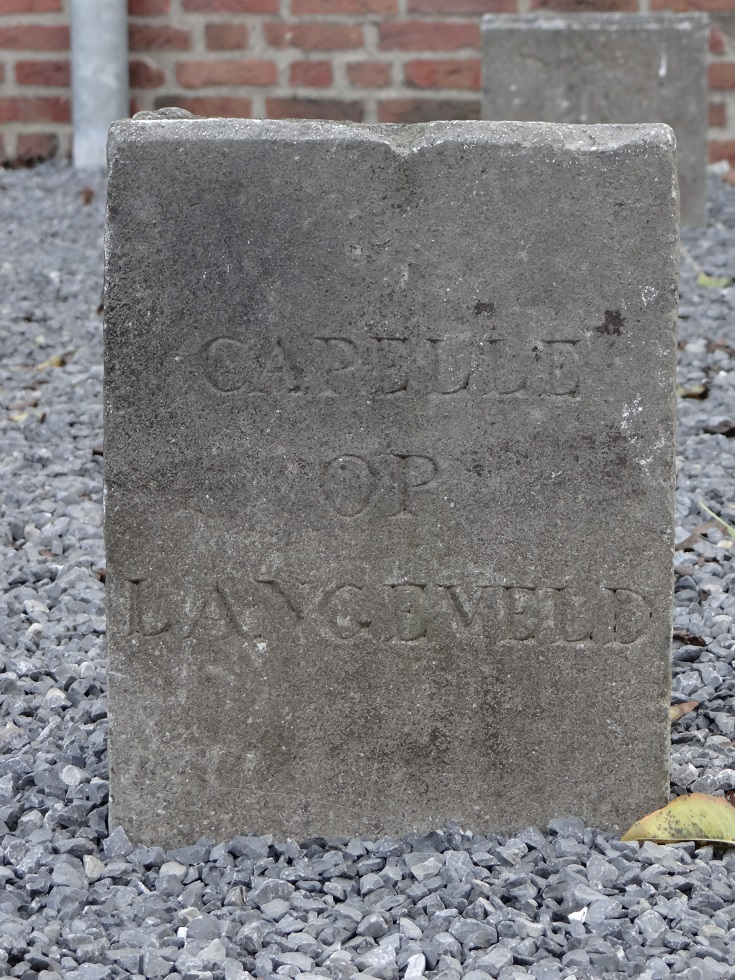
Zerk, nu naast de Maria ter Zeekerk te Noordwijk

Als gevolg van de calvinistische omwenteling werden in het kerkje jaarlijks nog slechts een paar diensten gehouden, doorgaans op tweede Paas- en Pinksterdag, afgaande op de notities van de Amsterdamse verzamelaar Andries Schoemaker. Het bestuur van de Noordwijkse Jeroenskerk werd in de zeventiende eeuw door de Leidse classis verantwoordelijk gesteld voor het onderhoud van de Langeveldse kapel. De dominee van deze kerk had tot ongeveer 1800 tevens als taak elk jaar enkele diensten te organiseren in het Langeveld.
Van het kapelletje zijn geen besprekingen van het interieur bekend. Wel hebben een aantal achttiende-eeuwse tekenaars de buitenkant van het gebouw beschreven en in beeld vastgelegd, zoals Cornelis van Alkemade, Abraham de Haen en diens leerling Hendrik Spilman. In die tijd was het een deels (bak)stenen gebouwtje met drie ramen. Het dak van de kapel was van riet, afgaande op een pentekening van Cornelis van Alkemade.  Ook  Andries Schoemaker heeft het in zijn Atlas over een rieten dak. Over de oorspronkelijke materialen die zijn gebruikt, is niets bekend. 
Na de inval der Fransen in 1795 ontvingen de protestantse kerken in Holland geleidelijk steeds minder geld van de nationale overheid. Vermoedelijk heeft deze bezuiniging een rol gespeeld in het verval van het gebedshuis in het Langeveld. Daarnaast liet graaf Wigbold van Limburg Stirum, de toenmalige heer van het Langeveld, het legaat van baron Gerlach van der Does voor het behoud en restauratie van de kapel om onduidelijke redenen onbenut.
Op een landkaart uit 1823 is de kapel al niet meer terug te vinden. Van der Aa vermeldt in zijn Aardrijkskundig Woordenboek (1846) een puinhoop op de plek waar ooit de kapel stond. Omstreeks 1865 staat er op een landkaart een bos getekend. Dit bescheiden bos bestaat nog steeds en staat bekend als het Kapellebos. Graaf Frederik van Limburg Stirum, die zijn vader als heer van het Langeveld was opgevolgd, liet rond 1865 vier gedenkstenen plaatsen ter ere van het vervlogen gebedshuis. In 2005 moesten deze zerken wijken voor de aanleg van een camping en zijn ze bij de Maria ter Zeekerk te Noordwijk geplaatst.

## Legende
De rooms-katholieke hoogleraar Joseph Alberdingk Thijm kwam in 1870 als eerste auteur met het relaas van een adellijke schipbreukeling voor de kust van het Langeveld.  Als dank voor zijn redding door Maria zou de edelman volgens eerdergenoemde geleerde een kapel hebben laten bouwen. De bronloze bewering van Alberdingk Thijm dat bij het gebedshuis een kerkhof was gelegen, is evident onjuist gebleken. Zijn slordige omgang met feiten doet evenwel niets af aan diens ontroerende en fantasievolle vertelling over de edele schipbreukeling. Tot in de eenentwintigste eeuw werd deze mythe door diverse schrijvers verder verfraaid.